# Prunus taplejungnica
Prunus taplejungnica är en rosväxtart som beskrevs av Hideaki Ohba och S.Akiyama. Prunus taplejungnica ingår i släktet prunusar, och familjen rosväxter. Inga underarter finns listade i Catalogue of Life.